# Cardellina versicolor
Cardellina versicolor là một loài chim trong họ Parulidae.
Loài chim này được tìm thấy ở vùng cao nguyên phía tây nam của Guatemala và vùng Tây Nguyên và Đông Nam của tiểu bang Mexico Chiapas. Chim trưởng thành chủ yếu có màu đỏ, với đầu và ức màu hồng bạc. Đây là một loài chim khá phổ biến ở khu vực rừng cây gỗ thông và sồi ẩm đến bán ẩm, gỗ thông rụng lá và rừng thường xanh và bờ, ở các độ cao khác nhau, từ 1.800-3.500 m trên mực nước biển.

## Hình ảnh

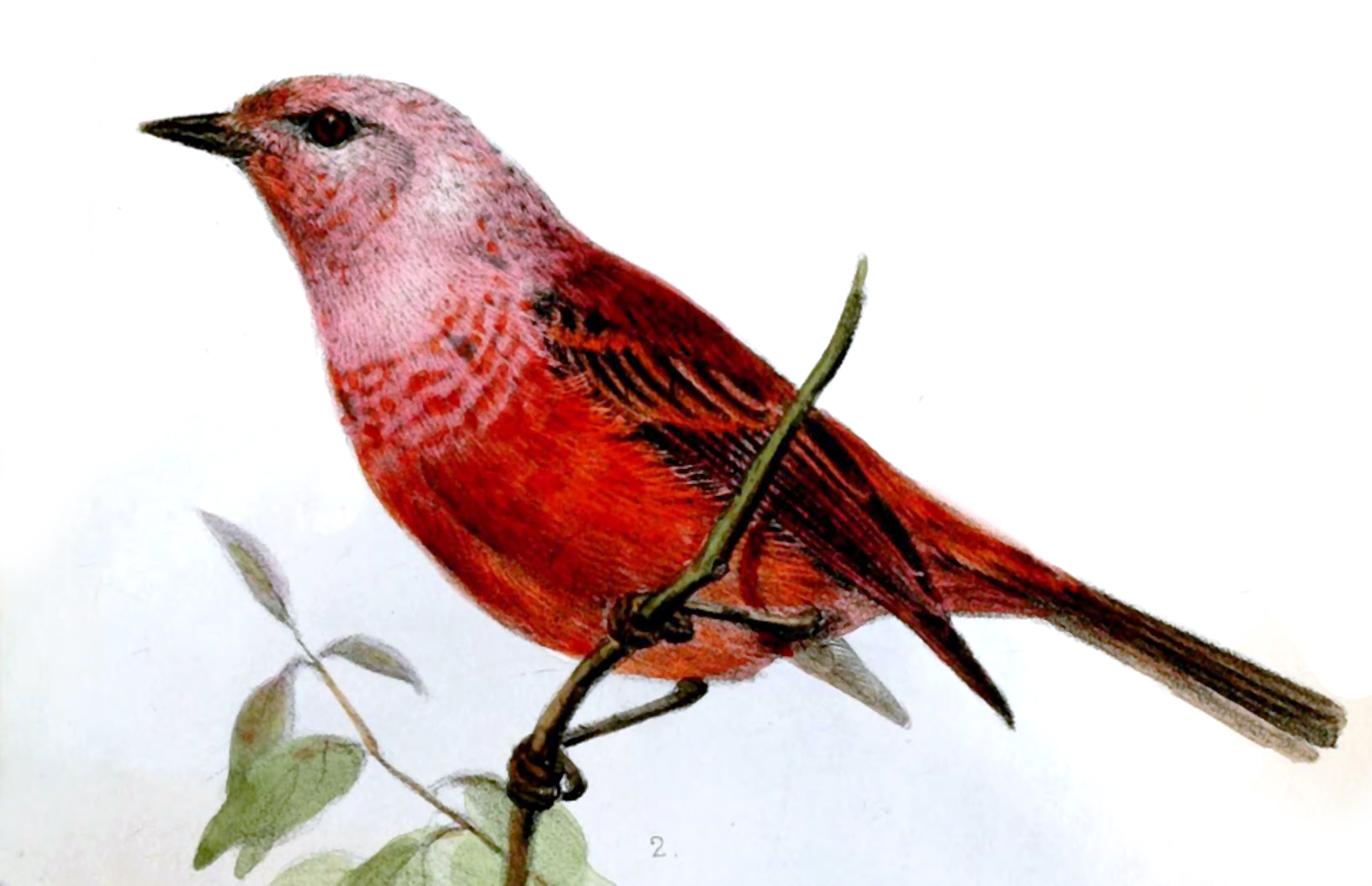